# Římskokatolická farnost Husinec
Římskokatolická farnost Husinec je územním společenstvím římských katolíků v rámci prachatického vikariátu Českobudějovické diecéze. Od září roku 2008 je součástí širokého farního obvodu spravovaného excurrendo z farnosti Prachatice.

## O farnosti

### Historie
Kostel Povýšení svatého Kříže je prvně připomínán v roce 1359 jako filiální k farnosti Vlachovo Březí, později byl fifliálkou farnosti Lažiště. Husinec byl ve 14. století součástí husského panství, v následujícím století přešel do majetku Rožmberků, po jejich vymření roku 1611 se stal majetkem Jáchyma Novohradského z Kolovrat. Tehdy zde působil nekatolický farář. Po roce 1620, kdy se stal Husinec majetkem Eggenbergů, byla farnost připojena k prachatické farnosti. Roku 1654 vyhořelo městečko i s kostelem. Filiálkou Prachatic byla farnost do roku 1673, kdy byla připojená k obnovené farnosti Lažiště, v tom samém roce začaly být vedeny matriční knihy. Konečně roku 1715 byl ke kostelu dosazen sídelní kaplan, v roce 1745 zde byla zřízena samostatná farnost.
Původně gotický farní kostel Povýšení svatého kříže z první třetiny 14. století byl několikrát upravován, ale zdivo zůstalo gotické. Budova fary byla nově postavená roku 1804, po požáru města, hřbitovní kostel svatého Cyrila a Metoděje byl v novogotickém slohu vybudovaný v letech 1868–1870 během působení místního faráře P. Jana Švédy.

### Současnost
| Fotografie | Kostel                           | Místo   | Bohoslužba             | Bohoslužba             | Poznámka         |
| ---------- | -------------------------------- | ------- | ---------------------- | ---------------------- | ---------------- |
|            | Kostel Povýšení svatého Kříže    | Husinec | neděle pátek           | 8.00                   | farní kostel     |
|            | Kostel svatého Cyrila a Metoděje | Husinec | neslouží se pravidelně | neslouží se pravidelně | hřbitovní kostel |